# ۷۴۱ (میلادی)
۷۴۱ (میلادی) هفتصد و چهل و یکمین سال تقویم میلادی است.

## درگذشتگان
- ۱۸ ژوئن - لئوی سوم، امپراتور بیزانس

‎